# Wereldbeker schaatsen 2011/2012 - Massastart mannen
De massastart voor mannen stond tijdens de wereldbeker schaatsen 2011/2012 voor het eerst officieel op het programma, eerder was het onderdeel wel al als demonstratie-evenement verreden. De massastart stond drie keer op het programma, namelijk op 27 november 2011 in Astana, op 4 maart 2012 in Heerenveen en tijdens de wereldbekerfinale een week later op 11 maart in Berlijn. Er was uiteraard nog geen titelverdediger.
De drie races kenden drie verschillende winnaars, maar het was de Fransman Alexis Contin die met een vierde, een derde en een tweede plek de regelmatigste was en het klassement won.

## Reglementen
De mannen rijden een race van 20 rondes. Na 7 en na 14 rondes zal er een tussensprint zijn waar de eerste vier rijders respectievelijk 5, 3, 2 en 1 punt krijgen. In de eindsprint na 20 rondes krijgen de eerste zes rijders respectievelijk 25, 15, 10, 5, 3 en 1 punt. Op deze manier is de winnaar van de eindsprint ook altijd de winnaar van de wedstrijd. De verdere einduitslag wordt eerst bepaald aan de hand van het behaalde aantal punten. Voor rijders die een gelijk puntenaantal behalen, inclusief diegenen zonder punten, is de volgorde van de eindsprint bepalend. Deelnemers die de race niet uitrijden, verliezen eventuele punten behaald in de tussensprints.

## Podia
| Wedstrijd: | Goud:                          | Tijd     | Punten | Zilver:                        | Punten | Brons:                     | Punten |
| Astana     | Lee Seung-hoon Zuid-Korea      | 9.40,51  | 25     | Jonathan Kuck Verenigde Staten | 15     | Joo Hyung-joon Zuid-Korea  | 10     |
| Heerenveen | Jonathan Kuck Verenigde Staten | 10.09,89 | 25     | Arjan Stroetinga Nederland     | 15     | Alexis Contin Frankrijk    | 10     |
| Berlijn    | Jorrit Bergsma Nederland       | 10.39,27 | 30     | Alexis Contin Frankrijk        | 15     | Arjan Stroetinga Nederland | 10     |

## Eindklassement
| #      | Schaatser                   | AST | HEE | BER | Totaal |
| ------ | --------------------------- | --- | --- | --- | ------ |
| Goud   | Alexis Contin               | 60  | 70  | 120 | 250    |
| Zilver | Jorrit Bergsma              | 50  | 12  | 150 | 212    |
| Brons  | Jonathan Kuck               | 80  | 100 | 16  | 196    |
| 4      | Arjan Stroetinga            |     | 80  | 105 | 185    |
| 5      | Lee Seung-hoon              | 100 |     | 75  | 175    |
| 6      | Marco Weber                 |     | 18  | 90  | 108    |
| 7      | Alexej Baumgärtner          | 28  | 50  | 28  | 106    |
| 8      | Joo Hyung-joon              | 70  |     | 24  | 94     |
| 9      | Jan Szymański               | 12  | 32  | 45  | 89     |
| 10     | Dmitri Babenko              | 10  | 60  | 18  | 88     |
| 11     | Patrick Beckert             | 32  | 36  |     | 68     |
| 12     | Shane Dobbin                |     | 24  | 40  | 64     |
| 12     | Bart Swings                 | 24  | 40  |     | 64     |
| 14     | Philippe Riopel             | 6   | 16  | 32  | 54     |
| 15     | Jordan Belchos              | 16  |     | 36  | 52     |
| 16     | Crispijn Ariëns             |     | 28  | 21  | 49     |
| 16     | Brian Hansen                | 21  | 14  | 14  | 49     |
| 18     | Ivan Skobrev                |     | 45  |     | 45     |
| 18     | Kristian Reistad Fredriksen | 45  |     |     | 45     |
| 20     | Douwe de Vries              | 40  |     |     | 40     |
| 21     | Trevor Marsicano            | 36  |     |     | 36     |
| 22     | Frederik van der Horst      |     | 21  |     | 21     |
| 23     | Haralds Silovs              | 18  |     |     | 18     |
| 24     | Bob de Jong                 | 14  |     |     | 14     |
| 25     | Sun Longjiang               |     | 10  |     | 10     |
| 26     | Tyler Derraugh              |     | 8   |     | 8      |
| 26     | Zdeněk Haselberger          | 8   |     |     | 8      |
| 28     | Ferre Spruyt                | 4   | 3   |     | 7      |
| 29     | Scott Bickerton             |     | 6   |     | 6      |
| 30     | Benjamin Macé               |     | 5   |     | 5      |
| 30     | Moritz Geisreiter           | 5   |     |     | 5      |
| 32     | Aleksandr Roemjantsev       |     | 4   |     | 4      |
| 33     | Martin Hänggi               | 3   |     |     | 3      |
| 34     | Bram Smallenbroek           |     | 2   |     | 2      |
| 34     | Joshua Lose                 | 2   |     |     | 2      |
| 36     | Joshua Wood                 |     | 1   |     | 1      |
| 36     | Milan Sáblík                | 1   |     |     | 1      |

## Wereldbekerwedstrijden
Dit is een overzicht van de individuele wedstrijden.

### Astana
Na een vroege demarrage van Kristian Reistad Fredriksen, gingen de Belgen en Fransen in de achtervolging. Nadat de jonge Noor de eerste tussensprint juichend gepasseerd had, liet hij zich weer inlopen. De volgende uitlooppoging kwam van een duo bestaande uit Håvard Holmefjord Lorentzen (opnieuw een Noorse junior) en de Amerikaan Trevor Marsicano. Dit keer gingen de Duitsers in de achtervolging. Omdat alles weer bij elkaar kwam werd het een massasprint. De Nederlandse favoriet Jorrit Bergsma kwam in de laatste bocht slecht gepositioneerd te zitten en werd buitenom ingehaald door de Zuid-Koreanen Lee en Joo en de Amerikaan Kuck. Lee Seung-hoon won, nadat hij zich de hele race in het peloton verstopt had, de sprint en schreef na de massastart op de Aziatische Winterspelen, opnieuw een belangrijke wedstrijd in deze discipline op zijn naam.
| Rang   | Schaatser                   | Punten massastart | Tijd     | Punten wereldbeker |
| ------ | --------------------------- | ----------------- | -------- | ------------------ |
| Goud   | Lee Seung-hoon              | 25                | 9.40,51  | 100                |
| Zilver | Jonathan Kuck               | 15                | 9.40,67  | 80                 |
| Brons  | Joo Hyung-joon              | 10                | 9.40,81  | 70                 |
| 4      | Alexis Contin               | 6                 | 9.41,15  | 60                 |
| 5      | Jorrit Bergsma              | 5                 | 9.40,86  | 50                 |
| 6      | Kristian Reistad Fredriksen | 5                 | 10.13,13 | 45                 |
| 7      | Douwe de Vries              | 3                 | 9.41,31  | 40                 |
| 8      | Trevor Marsicano            | 3                 | 10.02,98 | 36                 |
| 9      | Patrick Beckert             | 2                 | 9.44,49  | 32                 |
| 10     | Alexej Baumgärtner          | 1                 | 9.48,95  | 28                 |
| 11     | Bart Swings                 | 0                 | 9.41,71  | 24                 |
| 12     | Brian Hansen                | 0                 | 9.41,98  | 21                 |
| 13     | Haralds Silovs              | 0                 | 9.42,92  | 18                 |
| 14     | Jordan Belchos              | 0                 | 9.45,69  | 16                 |
| 15     | Bob de Jong                 | 0                 | 9.49,19  | 14                 |
| 16     | Jan Szymanski               | 0                 | 9.49,25  | 12                 |
| 17     | Dmitri Babenko              | 0                 | 9.49,66  | 10                 |
| 18     | Zdeněk Haselberger          | 0                 | 9.49,99  | 8                  |
| 19     | Philippe Riopel             | 0                 | 9.50,07  | 6                  |
| 20     | Moritz Geisreiter           | 0                 | 9.52,30  | 5                  |
| 21     | Ferre Spruyt                | 0                 | 9.57,63  | 4                  |
| 22     | Martin Hänggi               | 0                 | 9.57,76  | 3                  |
| 23     | Joshua Lose                 | 0                 | 10.04,18 | 2                  |
| 24     | Milan Sáblík                | 0                 | 10.14,07 | 1                  |
| NF     | Ko Byung-wook               | —                 | —        | 0                  |
| NF     | Benjamin Macé               | —                 | —        | 0                  |
| NF     | Ewen Fernandez              | —                 | —        | 0                  |
| NF     | Pavel Kulma                 | —                 | —        | 0                  |
| NF     | Håvard Holmefjord Lorentzen | —                 | —        | 0                  |

### Heerenveen
Bij de eerste tussensprint was het trio Babenko, Beckert en Baumgärtner weggereden. In het middenstuk kreeg de Pool Szymanski een tijdje een voorsprong, maar toen de tweede tussensprint er aan kwam waren het weer Babenko en Baumgärtner die voor de punten gingen sprinten. Hierna probeerde Shane Dobbin nog weg te rijden waarna het Nederlandse trio het heft in handen nam. De Nederlanders leken er goed voor te staan, maar werden verrast door een snel slotrondje van Jonathan Kuck.
| Rang   | Schaatser             | Punten massastart | Tijd     | Punten wereldbeker |
| ------ | --------------------- | ----------------- | -------- | ------------------ |
| Goud   | Jonathan Kuck         | 25                | 10.09,89 | 100                |
| Zilver | Arjan Stroetinga      | 15                | 10.10,25 | 80                 |
| Brons  | Alexis Contin         | 10                | 10.10,31 | 70                 |
| 4      | Dmitri Babenko        | 8                 | 10.35,73 | 60                 |
| 5      | Alexej Baumgärtner    | 7                 | 10.32,63 | 50                 |
| 6      | Ivan Skobrev          | 5                 | 10.10,77 | 45                 |
| 7      | Bart Swings           | 3                 | 10.10,86 | 40                 |
| 8      | Patrick Beckert       | 3                 | 10.14,33 | 36                 |
| 9      | Jan Szymański         | 2                 | 10.40,42 | 32                 |
| 10     | Crispijn Ariëns       | 1                 | 10.10,92 | 28                 |
| 11     | Shane Dobbin          | 1                 | 10.30,23 | 24                 |
| 12     | Fredrik van der Horst | 1                 | 10.43,07 | 21                 |
| 13     | Marco Weber           | 0                 | 10.11,00 | 18                 |
| 14     | Philippe Riopel       | 0                 | 10.11,32 | 16                 |
| 15     | Brian Hansen          | 0                 | 10.11,65 | 14                 |
| 16     | Jorrit Bergsma        | 0                 | 10.12,07 | 12                 |
| 17     | Sun Longjiang         | 0                 | 10.12,69 | 10                 |
| 18     | Tyler Derraugh        | 0                 | 10.14,43 | 8                  |
| 19     | Scott Bickerton       | 0                 | 10.14,61 | 6                  |
| 20     | Benjamin Macé         | 0                 | 10.14,65 | 5                  |
| 21     | Aleksandr Roemjantsev | 0                 | 10.16,30 | 4                  |
| 22     | Ferre Spruyt          | 0                 | 10.18,87 | 3                  |
| 23     | Bram Smallenbroek     | 0                 | 10.37,94 | 2                  |
| 24     | Joshua Wood           | 0                 | 10.39,06 | 1                  |
| NF     | Luca Stefani          | —                 | —        | 0                  |
| NF     | Ewen Fernandez        | —                 | —        | 0                  |

### Berlijn
Marco Weber was een van de mensen die het bal opende, maar bij de eerste tussensprint werd hij overvleugeld door Lee, Belchos, Baumgärtner en Riopel die de punten pakten. Jorrit Bergsma hing in eerste instantie wat achteraan, maar kwam na de eerste tussensprint plots terug en ging "er op en er over". Hij sloeg een ruim gat waarna Dobbin en Weber in de tegenaanval gingen. De winnaar van een week eerder, Jonathan Kuck, was inmiddels gevallen en was veel energie kwijt aan het terugrijden naar het peloton waarin onder meer Joo, Riopel, Ariëns en Hansen het gat op de koploper en het achtervolgende duo probeerden te verkleinen. Deze opdracht slaagde echter maar deels, waar Dobbin en Weber in de laatste ronde werden ingelopen hield Bergsma een gaatje van vier seconden over en kwam solo als winnaar over de streep.
| Rang   | Schaatser          | Punten massastart | Tijd     | Punten wereldbeker |
| ------ | ------------------ | ----------------- | -------- | ------------------ |
| Goud   | Jorrit Bergsma     | 30                | 10.39,27 | 150                |
| Zilver | Alexis Contin      | 15                | 10.43,14 | 120                |
| Brons  | Arjan Stroetinga   | 10                | 10.43,82 | 105                |
| 4      | Marco Weber        | 7                 | 10.44,61 | 90                 |
| 5      | Lee Seung-hoon     | 6                 | 10.45,52 | 75                 |
| 6      | Jan Szymański      | 3                 | 10.44,80 | 45                 |
| 7      | Shane Dobbin       | 3                 | 10.45,99 | 40                 |
| 8      | Jordan Belchos     | 3                 | 10,48,33 | 36                 |
| 9      | Philippe Riopel    | 2                 | 11.05,74 | 32                 |
| 10     | Alexej Baumgärtner | 2                 | 11.07,64 | 28                 |
| 11     | Joo Hyung-joon     | 0                 | 10.45,86 | 24                 |
| 12     | Crispijn Ariëns    | 0                 | 10.46,66 | 21                 |
| 13     | Dmitri Babenko     | 0                 | 10.48,02 | 18                 |
| 14     | Jonathan Kuck      | 0                 | 10.49,90 | 16                 |
| 15     | Brian Hansen       | 0                 | 11.24,67 | 14                 |

2011/2012 · 
2012/2013 · 
2013/2014 · 
2014/2015 · 
2015/2016 · 
2016/2017 · 
2017/2018 · 
2018/2019 · 
2019/2020 · 
2020/2021 · 
2021/2022 · 
2022/2023 · 
2023/2024 · 
2024/2025